# 銀座三四郎
『銀座三四郎』（ぎんざさんしろう）は、1950年4月9日に公開された新東宝製作の日本映画。

## 解説
『姿三四郎』の富田常雄の原案による柔道映画。現存するのは1960年5月7日に『銀座の猛者』と改題されて再公開された65分の短縮版のみである。前作の『果てしなき情熱』が酷評され、自信喪失していた監督の市川崑に「くよくよしないで、こういうものを撮って気分転換しなさい」と製作を担当した青柳信雄が持ち込んだ企画で、黒澤明監督の『姿三四郎』を意識した原作と脚本だったが、藤田進のための企画だと理解していた市川は、青柳の温情に向いるために監督を引き受け、現代劇という事もあり、テンポよく展開するよう心掛けたという。

## スタッフ
- 製作：青柳信雄
- 監督：市川崑
- 原案：富田常雄
- 脚本：八田尚之
- 助監督：加戸野五郎
- 作曲：飯田信夫
- 美術：小川一男
- 撮影：安本淳
- 録音：中井喜八郎
- 編集：長田信
- ＜銀座三四郎＞唄：竹山逸郎
- ＜カナリヤブルース＞唄：榎本美佐子
- 柔道指導：石黒敬七
- 合成：天羽四郎
- 製作主任：平木政之助

## キャスト
- 荒井熊介：藤田進
- 松原大三：志村喬
- 銀平：河村黎吉
- 種子：飯田蝶子
- 絹江：山根寿子
- 立花マリエ：風見章子
- 木戸美子：木匠久美子
- 川本五郎：清水元
- 谷山俊：江見俊太郎
- 精神病の医師：勝見庸太郎
- 狂人：伊藤雄之助
- 鮫川：山室耕
- ばら辰：生方功
- 小政：岬洋二
- マダム秋子：伊達里子
- 女給君代：松丘緑
- 待合いのおかみ：花岡菊子
- 芸者菊葉：一の宮あつ子
- 芸者菊香：牧由起子
- 仇っぽい女：加藤欣子
- 患者：若月輝夫
- 靴磨きの少年：青柳入頓
- 少年の母：徳大寺君枝